# Grossouvre
Grossouvre é uma comuna francesa na região administrativa do Centro, no departamento Cher. Estende-se por uma área de 15,88 km². Em 2010 a comuna tinha 273 habitantes (densidade: 17,2 hab./km²).